# Janelle Bynum
Pour les articles homonymes, voir Bynum.
Janelle Sojourner Bynum, née Irick le 31 janvier 1975, est une femme politique et femme d'affaires américaine, membre du Parti démocrate. Elle est membre de la Chambre des représentants de l'Oregon de 2017 à 2025 et représentante des États-Unis pour l'Oregon depuis 2025. Elle est la première membre noire du Congrès pour l'Oregon.

## Jeunesse et éducation
Bynum grandit à Washington,. Elle obtient un baccalauréat en génie électrique de l'université A&M de Floride en 1996 et une maîtrise en administration des affaires (MBA) de l'université du Michigan en 2000.
En tant qu'étudiante à l'université A&M de Floride, Bynum reçoit une bourse de Boeing et travaille ensuite comme associée d'été pour l'entreprise. Après avoir obtenu son diplôme universitaire, elle travaille chez General Motors en tant qu'ingénieure en systèmes de direction tout en poursuivant son MBA.

## Carrière

### Début de carrière
Lorsqu'elle travaille chez General Motors, elle est à Taïwan pendant une semaine à la suite des conséquences des attentats terroristes du 11 septembre sur le transport aérien. À la suite de cette expérience, en 2002, Bynum déménage dans le comté de Clackamas pour aider sa belle-mère à gérer une franchise McDonald's,.

### Chambre des représentants de l'Oregon
En 2016, après que la titulaire Shemia Fagan (en) ait choisi de ne pas se représenter à son siège dans le 51e district, Bynum se présente comme candidate démocrate aux élections primaires de mai 2016. Bynum remporte la primaire démocrate face à Randy Shannon, un ancien membre du conseil municipal de Damascus, en recueillant 66 % des voix. Lors des élections générales, elle bat la candidate républicaine Lori Chavez-DeRemer, maire de Happy Valley, avec 51 % des voix dans ce qui est considéré comme l'une des courses à la Chambre des représentants les plus compétitives du cycle 2016,,,.
Bynum, qui est noire, est signalée à la police comme une « personne suspecte » alors qu'elle effectue une patrouille dans un quartier de son district en 2018.
En 2018, Bynum affronte de nouveau Chavez-DeRemer, qu'elle bat avec 53 % des voix. En 2020, Bynum est réélue face à la républicaine Jane Hays, administratrice scolaire, et au candidat libertaire Donald Crawford.
En janvier 2022, après que Tina Kotek a démissionné de son poste pour se concentrer sur sa candidature au poste de gouverneur, Bynum se présente au poste de président de la Chambre de l'Oregon contre le représentant Dan Rayfield (en) de Corvallis. Lors d'une réunion à huis clos, Rayfield bat Bynum pour la nomination du caucus démocrate au poste de président de la Chambre. Malgré la perte de la nomination de son parti au poste de président de la Chambre, en février 2022, Bynum devient la première personne noire de l'histoire de l'Oregon à recevoir des votes pour le poste de président de la Chambre, lorsqu'elle reçoit quatre votes pour ce poste,,.
En 2022, à la suite d'un redécoupage, Bynum est intégrée au 39e district qui n'inclue plus East Portland et certaines parties de Gresham et couvre à la place des parties du comté non constitué en société de Clackamas. Bien que la course ait été considérée comme compétitive par The Oregonian début novembre 2022, elle bat finalement la candidate républicaine Kori Haynes par une marge de 10 points.
En 2023, Bynum est présidente du Comité de la Chambre sur le développement économique et les petites entreprises.

### Campagne électorale pour le Congrès de 2024
Le 21 juin 2023, Bynum annonce qu'elle briguerait la nomination démocrate pour le 5e district du Congrès de l'Oregon, un siège actuellement occupé par son adversaire républicaine de 2016 et 2018, Lori Chavez-DeRemer. En janvier 2024, le DCCC nomme Bynum à son programme « Red to Blue », lui donnant accès à une collecte de fonds, une formation et des conseils accrus de la part du Parti démocrate national. Le 21 mai 2024, elle bat Jamie McLeod-Skinner (en) lors de la primaire démocrate.
Le 5 novembre 2024, Bynum remporte les élections générales après avoir battu la républicaine sortante Lori Chavez-DeRemer, qu'elle a déjà battue à deux reprises lors d'élections au niveau de l'État. L’élection est la 11e plus coûteuse du cycle 2024, atteignant plus de 26 millions de dollars de dépenses extérieures. Bynum est la première Noire élue membre du Congrès pour l'Oregon.

## Vie personnelle
Janlle Bynum et son époux, Mark, ont quatre enfants. Ils possèdent plusieurs restaurant franchisés de McDonald's dans la région de Portland,. Elle est chrétienne.